# Ночной разговор
«Ночной разговор» — рассказ русского писателя Ивана Бунина, опубликованный в 1912 году.

## История создания и публикации
Рассказ «Ночной разговор» был опубликован в книге «Первый сборник» («Издательством писателей в Москве»), в Петербурге в 1912 году. Он был написан в декабре 1911 года, в плодотворный период его творчества на итальянском острове Капри. 22 декабря он прочёл «Ночной разговор» в кругу писателя Максима Горького, получив похвалу, о чём сообщил в письме Николай Клестову, выразив также уверенность в том, что рассказ вызовет негативную реакцию у критиков. Об успехе рассказа среди окружения Горького Бунин рассказал и в письме своему старшему брату Юлию от 28 декабря.

## Сюжет
Пятеро работников (добрый старик Хомут; безответный малый и страдающий онанизмом Кирюшка; недавно женившийся 24-летний Пашка; пожилой мужик Федот, носящий прозвище Постный; очень глупый Иван, считающий себя наоборот чрезмерно умным и хитрым). Хорошо поужинав, они начинают, лёжа на гумне рассказывать истории из своей жизни. Их главным слушателем является юный гимназист, барский сын, всё лето проводящий с мужиками, успевший даже благодаря Ивану потерять девственность.
Первым свою историю рассказывает Пашка. Он поведал о том, как год назад убил одного из арестантов, когда его полку было поручено охранять группу заключённых. Один из них, грузин, как-то сумел перепилить цепь и пустился наутёк. Пашка его догнал, ранил и убил, по его словам, по просьбе самого беглеца. Федот рассказывал о том, что когда-то у него дурная коза, забиравшаяся в чужие поля и огороды. Однажды она и вовсе оказалась в соседней деревне. Когда он пришёл туда и стал искать её, один мужик после вопроса «Твоя коза?» ударил Федота. Тот ответил ударом на удар. Потом они вроде бы примирились, но как-то тот мужик, напившись, захотел побить дочь Федота. На её крики прибежал отец, который убил мужика бруском от косы, за что потом и сидел в тюрьме.
Дальше настаёт черёд Ивана. Он рассказал историю о том, что у его барина в посёлке Становом было множество всякого скота, среди которого выделялся один буйный бык, топтавший поля мужиков. Угомонить его никак не удавалось, но как только начались бунты, быка обмотали верёвками и быстренько освежевали.
Все эти истории вызывают у гимназиста ужас, он не может понять, как он мог всё лето общаться с убийцами, так спокойно рассказывающих об убитых ими людях или животных. Он спрыгивает на землю и идёт горбясь домой.

## Критика
Рассказ вызвал различные отзывы у критиков. А. Бурнакин в газете «Новое время» обвинял Бунина в очернении народа, называя его произведение «поэзией дурных запахов» с миллионами вшей и вездесущими портянками. Критик Василий Львов-Рогачевский осуждал рассказ за безысходный пессимизм и тенденциозность. Критик Николай Коробка хотя и отмечал художественные достоинства рассказа, но в целом всё равно отзывался о нём отрицательно, объясняя изображённое в нём лишь «брюзжанием барина». Подобные отзывы появились также в ряде других изданий. Критик Любовь Гуревич же обнаруживала в Бунине «хранителя заветов» Льва Толстого, отмечая строгость и гениальную простоту творчества Бунина:
Его «Ночной разговор» и «Весёлый двор» представляют собою «настоящее художественное очарование … И, читая его, всё время упиваешься его дивным, правдивым, метким языком, вылепляющим при посредстве нескольких слов живые характерные фигуры, передающим в диалоге мужиков всю первобытную наивность и свежесть крестьянской психологии вообще и тембр каждой представленной нам индивидуальности